# Эрлисайм
Эрлиса́йм (фр. Herrlisheim) — коммуна на северо-востоке Франции в регионе Гранд-Эст (бывший Эльзас — Шампань — Арденны — Лотарингия), департамент Нижний Рейн, округ Агно-Висамбур, кантон Бишвиллер. До марта 2015 года коммуна в составе кантона Бишвиллер административно входила в округ Агно.
Площадь коммуны — 14,38 км², население — 4509 человек (2006) с тенденцией к росту: 4818 человек (2013), плотность населения — 335,1 чел/км².

## Население
Население коммуны в 2011 году составляло 4827 человек, в 2012 году — 4808 человек, а в 2013-м — 4818 человек.
| 1962 | 1968 | 1975 | 1982 | 1990 | 1999 | 2006 | 2008 | 2011 | 2012 | 2013 |
| ---- | ---- | ---- | ---- | ---- | ---- | ---- | ---- | ---- | ---- | ---- |
| 2461 | 3108 | 3780 | 3941 | 3877 | 4198 | 4509 | 4629 | 4827 | 4808 | 4818 |

Динамика населения:

## Экономика
В 2010 году из 3125 человек трудоспособного возраста (от 15 до 64 лет) 2375 были экономически активными, 750 — неактивными (показатель активности 76,0 %, в 1999 году — 71,3 %). Из 2375 активных трудоспособных жителей работали 2180 человек (1154 мужчины и 1026 женщин), 195 числились безработными (88 мужчин и 107 женщин). Среди 750 трудоспособных неактивных граждан 237 были учениками либо студентами, 328 — пенсионерами, а ещё 185 — были неактивны в силу других причин.

## Достопримечательности (фотогалерея)

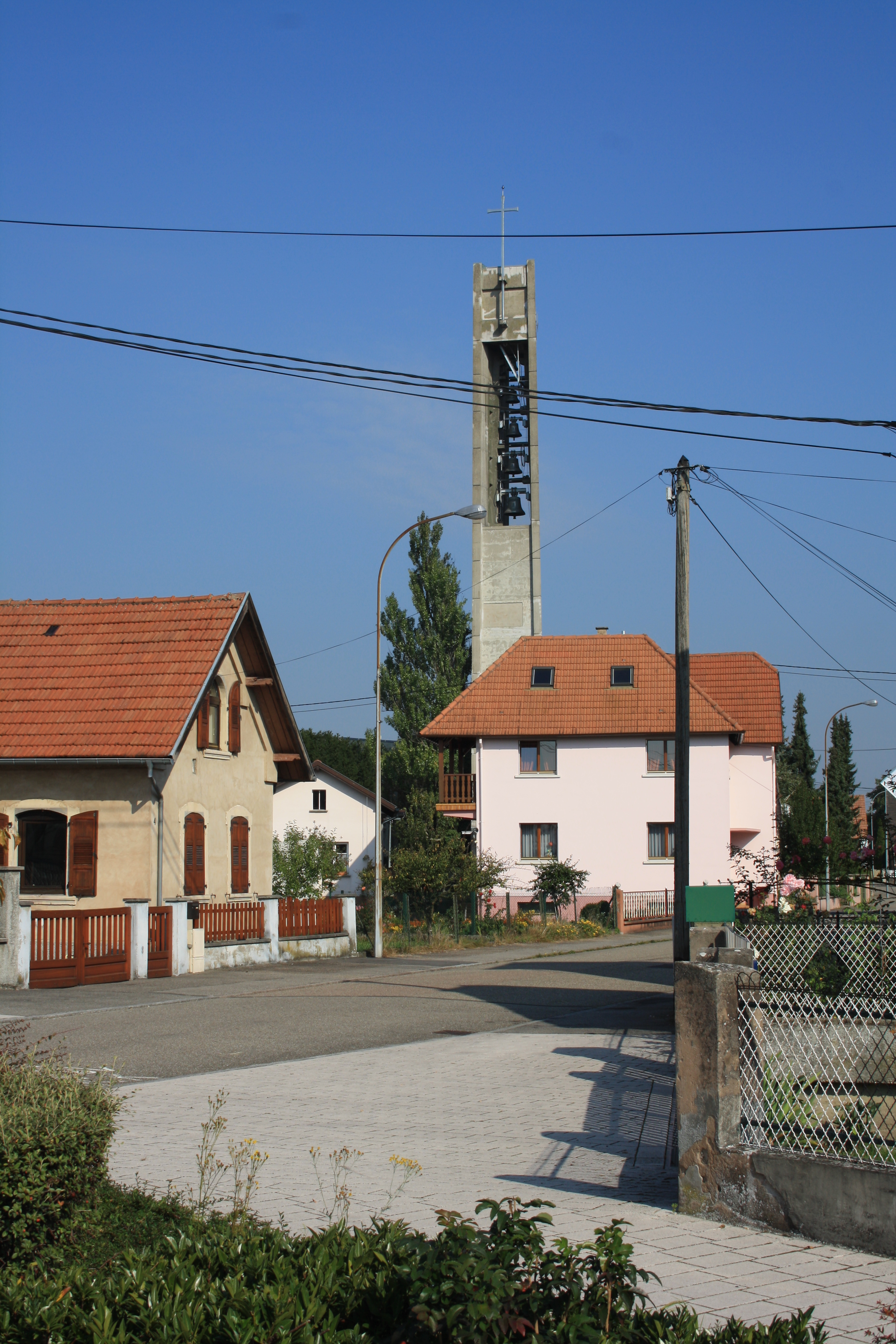
Колокольня
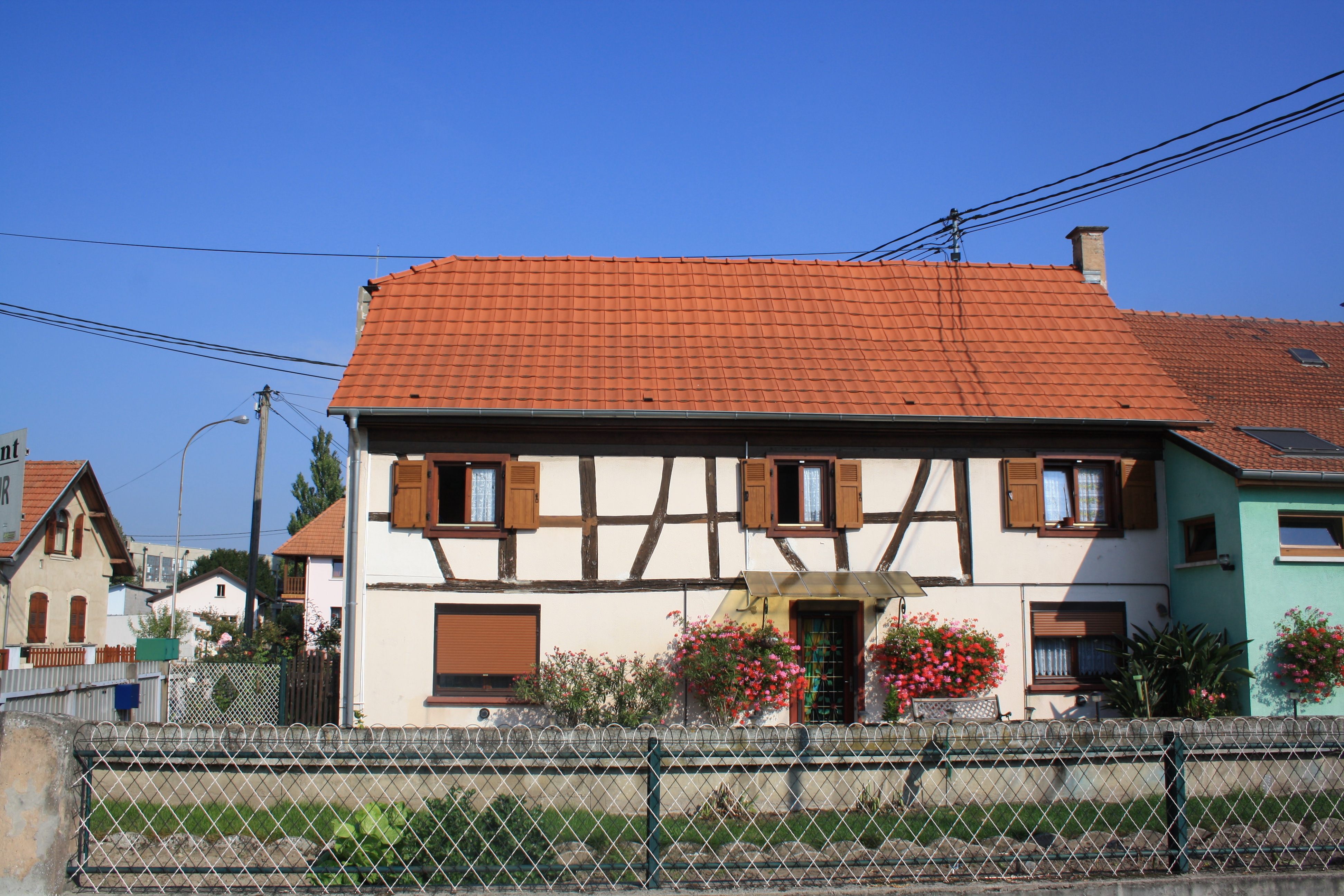
На улице